# تيتيانا ترهوبوفا
تيتيانا ترهوبوفا مواليد 14 مارس 1989 في أوجهورود، الجمهورية الأوكرانية السوفيتية الاشتراكية، هي لاعبة كرة يد سلوفاكية تلعب كظهير أيمن. مثلت منتخب سلوفاكيا لكرة اليد للسيدات.